# Shorttrack op de Olympische Winterspelen 2010 - Relay vrouwen
De 3000 meter relay vrouwen tijdens de Olympische Winterspelen 2010 vond plaats in het Pacific Coliseum op zaterdag 13 februari met de halve finales en op woensdag 24 februari met de finales. Titelverdediger was de Zuid-Koreaanse ploeg.

## Uitslagen

### Halve finales

#### Heat 1
| # | Land             | Namen                                                         | Tijd     | Bijz. |
| - | ---------------- | ------------------------------------------------------------- | -------- | ----- |
| 1 | Zuid-Korea       | Cho Ha-ri Kim Min-yung Lee Eun-byul Park Seung-hi             | 4.10,753 | QA    |
| 2 | Verenigde Staten | Kimberley Derrick Alyson Dudek Lana Gehring Katherine Reutter | 4.15,376 | QA    |
| 3 | Nederland        | Liesbeth Mau Asam Jorien ter Mors Annita van Doorn Maaike Vos | 4.16,520 | QB    |
| 4 | Italië           | Arianna Fontana Cecilia Maffei Martina Valcepina Katia Zini   | 4.23,950 | QB    |

#### Heat 2
| # | Land      | Namen                                                         | Tijd     | Bijz.  |
| - | --------- | ------------------------------------------------------------- | -------- | ------ |
| 1 | China     | Sun Linlin Wang Meng Zhang Hui Zhou Yang                      | 4.08,797 | OR, QA |
| 2 | Canada    | Jessica Gregg Kalyna Roberge Marianne St-Gelais Tania Vincent | 4.11,476 | QA     |
| 3 | Japan     | Ayuko Ito Mika Ozawa Yui Sakai Biba Sakurai                   | 4.13,752 | QB     |
| 4 | Hongarije | Rozsa Darazs Bernadett Heidum Erika Huszar Andrea Keszler     | 4.17,487 | QB     |

### Finale

#### A-Finale
| #      | Land             | Namen                                                        | Tijd     | Bijz. |
| ------ | ---------------- | ------------------------------------------------------------ | -------- | ----- |
| Goud   | China            | Sun Linlin Wang Meng Zhang Hui Zhou Yang                     | 4.06,610 | WR    |
| Zilver | Canada           | Jessica Gregg Kalyna Roberge Marianne St-Gelais Tania Vicent | 4.09,137 |       |
| Brons  | Verenigde Staten | Allison Baver Alyson Dudek Lana Gehring Katherine Reutter    | 4.14,081 |       |
| -      | Zuid-Korea       | Cho Ha-ri Kim Min-jung Lee Eun-byul Park Seung-hi            |          | DSQ   |

#### B-Finale
| # | Land      | Namen                                                         | Tijd     | Bijz. |
| - | --------- | ------------------------------------------------------------- | -------- | ----- |
| 4 | Nederland | Sanne van Kerkhof Jorien ter Mors Annita van Doorn Maaike Vos | 4.16,120 |       |
| 5 | Hongarije | Rózsa Darázs Bernadett Heidum Erika Huszár Andrea Keszler     | 4.17,937 |       |
| 6 | Italië    | Lucia Peretti Cecilia Maffei Martina Valcepina Katia Zini     | 4.18,559 |       |
| 7 | Japan     | Ayuko Ito Hiroko Sadakane Yui Sakai Biba Sakurai              | 4.28,745 |       |